# Đỗ Đình Nghị
Đỗ Đình Nghị là một Trung tướng Công an nhân dân Việt Nam. Ông từng giữ chức vụ Phó Tổng cục trưởng Tổng cục Cảnh sát, Bộ Công an (Việt Nam) (-đến tháng 9 năm 2015).

## Thân thế và Sự nghiệp
Ông sinh ra và lớn lên ở Ninh Bình.
Năm 2002, ông giữ chức vụ Cục phó Cục Cảnh sát giao thông đường bộ đường sắt.
Ngày 4/6/2008, Thủ tướng Chính phủ ban hành Quyết định thăng cấp bậc hàm cho ông từ Đại tá lên Thiếu tướng, lúc này ông công tác ở Tổng cục Cảnh sát, Bộ Công an Việt Nam.
Năm 2011, 2012, ông mang quân hàm Thiếu tướng, giữ chức vụ Phó Tổng cục trưởng Tổng cục Cảnh sát quản lý hành chính về trật tự xã hội, Bộ Công an.
Năm 2015, ông mang quân hàm Trung tướng, giữ chức vụ Phó Tổng cục trưởng Tổng cục Cảnh sát.
Ngày 21 tháng 9 năm 2015, ông nhận quyết định của Bộ trưởng Bộ Công an Việt Nam và Giám đốc Bảo hiểm xã hội Công an nhân dân về việc nghỉ công tác chờ hưởng chế độ hưu trí.

## Phong tặng
- Thiếu tướng Công an nhân dân Việt Nam (2008)
- Trung tướng Công an nhân dân Việt Nam